# Erik IX di Svezia
Erik IX (IV) Jedvardsson, detto il Santo (Svezia, 1120 – 18 maggio 1160), fu re di Svezia dal 1156 al 1160, ed è un simbolo del nazionalismo svedese. Successore di Sverker I il Vecchio e figlio di Jedvard, nobile svedese, fu un fervente sostenitore del Cristianesimo e divenne santo e patrono della Svezia.
Erik è spesso raffigurato come un giovane cavaliere, con una spada in mano e la bandiera svedese.

## Biografia
Nel 1150 fu eletto re dagli svedesi di Uppland, nello stesso periodo in cui in Svezia regnava Sverker I. Dopo l'assassinio di quest'ultimo nel 1156, Erik fu sovrano di tutta la Svezia, anche se alcuni storici medioevali lo ritengono un usurpatore.
Probabilmente il suo diritto al trono fu dovuto al fatto che sposò Cristina Bjørnsdatter, nobile danese nipote del re Inge I di Svezia.
Le opere conosciute durante il suo regno sono a carattere religioso: portò a completamento e consacrò la cattedrale di Uppsala vecchia e organizzò la prima crociata in Finlandia nel 1155, al fine di cristianizzare i popoli finlandesi pagani. Questa crociata diede inizio al dominio svedese in Finlandia fino al XIX secolo.
Morì assassinato nel 1160 nel giorno dell'Ascensione, vicino alla cattedrale di Uppsala vecchia, quando, uscito dalla messa, fu colpito da vari uomini, derubato del cavallo e decapitato. I sospettati erano legati alla dinastia rivale di Sverker, che ambiva a riprendere il controllo sulla Svezia.

## Culto

Erik IX sullo stemma di Stoccolma.

Fu sepolto nella cattedrale di Gamla Uppsala. Nel 1167 i suoi resti furono conservati come reliquie, e nel 1273 furono traslati nella cattedrale di Uppsala, sede del nuovo arcivescovato.
L'assassinio del re fu considerato alla stregua di un martirio da suo figlio Canuto I di Svezia e i suoi seguaci, tanto che Erik cominciò a essere venerato come un santo locale nella provincia di Uppland, culto che fu poi esteso in tutta la Svezia e successivamente in tutta la Scandinavia. La sua commemorazione è stabilita il 18 maggio, giorno della morte sia per i cattolici che per i protestanti evangelici.
Alla fine del Medioevo il suo regno era considerato come una sorta di periodo d'oro.